# Leucauge brevitibialis
Leucauge brevitibialis là một loài nhện trong họ Tetragnathidae.
Loài này thuộc chi Leucauge. Leucauge brevitibialis được miêu tả năm 1910 bởi Tullgren.